# Hällbergsträsk (naturreservat)
Hällbergsträsk är ett naturreservat i Lycksele kommun i Västerbottens län.
Området är naturskyddat sedan 1995 och är 104 hektar stort. Reservatet omfattar en norrsluttning av Fäboliden ner till Hällbergsträsket. Reservatet består av grandominerad barrskog.